# Emilio De Fabris

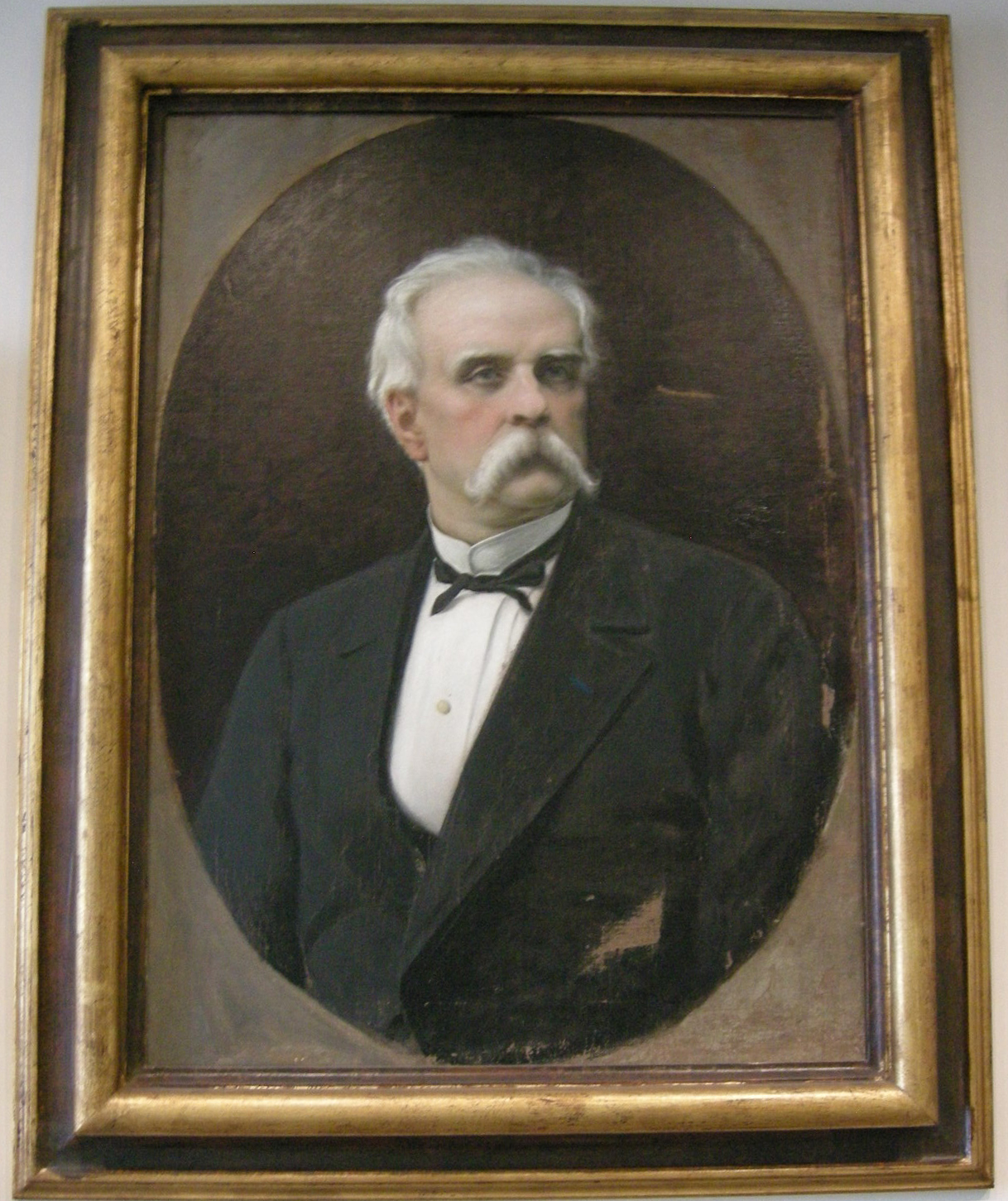
Egisto Sarri, Porträtt av Emilio De Fabris, Museo dell'Opera del Duomo (Florens)

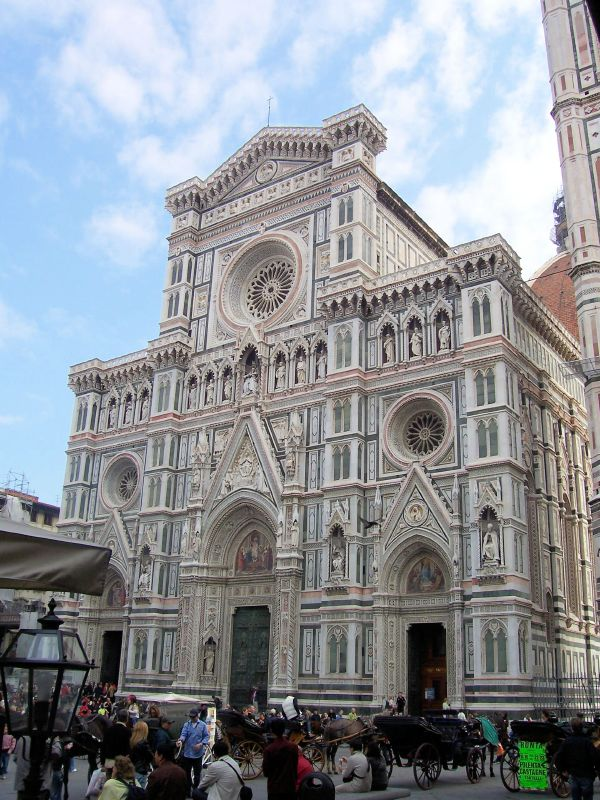
Den omstridda gaveln

Emilio De Fabris, född i Florens den 28 oktober 1807, död där den 3 juni 1883, var en italiensk arkitekt.
Efter studier vid konstakademin i Florens fortsatte han till Rom, där han blev vän med arkeologen Antonio Nibby, och sedan till Venedig, där han träffade historikern och konstkritikern Pietro Estense Selvatico. 1857-1860 arbetade han på Palazzo della Borsa i Florens tillsammans med Michelangelo Maiorfi. 
1870 vann han tävlingen om utformningen av fasaden på Santa Maria del Fiore, som genomfördes mellan 1880 och 1888. Detta mästerverk är beundransvärt, även om många kritiserat det som ett uttryck för artonhundratalets eklekticism, med ett överflöd av dekorationer. Han fick aldrig se det färdigt, utan det slutfördes av Luigi Del Moro.